# De hänsynslösa
De hänsynslösa (originaltitel: Reservoir Dogs) är en amerikansk kriminal-thriller från 1992, skriven och regisserad av Quentin Tarantino. Medverkande skådespelare är bland andra Harvey Keitel, Tim Roth, Michael Madsen, Chris Penn, Steve Buscemi och Lawrence Tierney. Tarantino har själv en mindre roll i filmen. Även Edward Bunker, som var både författare, manusskrivare, skådespelare och flera gånger dömd brottsling, medverkar. Filmen beskriver vad som händer före och efter ett rån av en juvelerarbutik, men inte händelserna under själva rånet. Originaltitelns mening och ursprung är oklar.
Filmen är rankad plats 86 (30 maj 2020) på IMDbs lista över de 250 bästa filmerna genom tiderna.

## Handling
Den gamla gangsterbossen Joe Cabot har handplockat sex kriminella personer utan koppling till varandra och gett dem i uppdrag att råna en juvelerarbutik i en förort till Los Angeles. Men under rånet anländer polisen till brottsplatset omedelbart och alla kommer inte undan helt oskadda. Ligan samlas i en övergiven lagerbyggnad en efter en och får misstanken om att någon av dem kan vara en förrädare.

## Rollista
| Harvey Keitel     | – Mr. White / Larry Dimmick     |
| Tim Roth          | – Mr. Orange / Freddy Newandyke |
| Steve Buscemi     | – Mr. Pink                      |
| Michael Madsen    | – Mr. Blonde / Vic Vega         |
| Chris Penn        | – "Nice Guy" Eddie Cabot        |
| Lawrence Tierney  | – Joseph "Joe" Cabot            |
| Quentin Tarantino | – Mr. Brown                     |
| Eddie Bunker      | – Mr. Blue                      |
| Randy Brooks      | – Holdaway                      |
| Kirk Baltz        | – Marvin Nash                   |
| Steven Wright     | – K-Billy DJ (röst)             |
| Lawrence Bender   | – ung polis                     |

## Produktion och mottagande
Quentin Tarantino planerade att regissera filmen med en budget på $30 000 i 16 mm format. Men när Harvey Keitel deltog i produktionen lyckades filmskaparna att höja budgeten till $1,5 miljoner. Tarantino arbetade vid tillfället i en videobutik i Manhattan Beach, Kalifornien.
De hänsynslösa var nyskapande genom att kombinera mycket grovt och blodigt våld med svart humor, en knivskarp dialog och överraskande vändningar i handlingen samt regelbundna hopp i filmen tidsmässigt. Handlingen var i det närmaste underordnad dialogen, som inte alltid hade något med själva handlingen att göra utan mer användes som ett instrument för att beskriva och utveckla rollpersonerna i filmen.
Filmen innehåller ett flertal scener där kameran inte visar den person som för tillfället talar eller vad det är som sker. I en scen där Mr. Pink diskuterar och frågar om vad han och Mr. White borde göra (lämna lokalen eller inte, dumpa av Mr. Orange vid sjukhuset eller inte) visas inte Mr. Pinks gestalt utan istället Mr. Whites allt mer bekymrade ansikte. Ju längre Mr. Pink talar, desto mer skruvar Mr. White på sig över insikten att han har ställt till det för de inblandade genom att avslöja detaljer om sig själv. I en annan scen där Mr. Blonde skär av polismannens öra visas inte själva händelsen utan kameran glider bort "ur bild". Det råder ingen tvekan om vad som händer, men betraktaren kan bara höra polismannens plågade stönanden under sin igentejpade mun. Likt dialogens överordnande av handlingen får bilderna ibland stå tillbaka för känslan av vad som händer, ett slags anande och/eller gissande.
Trots det mycket grova våldet hyllades filmen och fick snabbt genklang inom filmindustrin. Det var också Quentin Tarantinos genombrottsfilm. De hänsynslösa blev ett startskott för en stor mängd liknande filmer under de följande åren; våldsamma, blodiga och pratiga, kryddade med svart humor.
Filmens titel har lett till spekulationer eftersom en tillfredsställande förklaring saknas, men eftersom reservoir betyder antingen behållare eller reservoar och dog kan betyda både hund (i nedsättande mening), karlslok och att förfölja kan man anta att titeln har betydelsen att vara skurk, instängd (svårt att fly, undkomma) och förföljd.
Under senare år har filmen börjat att säljas med den engelska originaltiteln istället för den svenska. Dock finns den svenska titeln kvar som undertitel.
Filmen hade premiär i Sverige den 18 februari 1993 på Spegeln i Stockholm och DownTown i Göteborg.

### Referens till Dillinger
I slutet av filmen berättar Joe Cabot (Lawrence Tierney) att Mr. Blue är död, "Dead as Dillinger" som han säger. John Dillinger var en ökänd amerikansk brottsling i slutet av 1920-talet och början 1930-talet. Efter en rad bankrån och spektakulära undkommanden blev han till slut nedskjuten och dödad av federal polis utanför en biograf i Chicago, USA. 1945 spelades en film in om hans liv, Dillinger, och huvudrollsinnehavaren som spelar John Dillinger är just Lawrence Tierney.

### Musik
Filmen har ingen "egen" filmmusik men musikgruppen Bedlam skrev dock ett par låtar för den.
Låtar som spelades i filmen:
- "Little Green Bag" - George Baker Selection
- "Hooked on a Feeling" - Blåblus
- "I Gotcha" - Joe Tex
- "Magic Carpet Ride" - Bedlam
- "Fool for Love" - Sandy Rogers
- "Stuck in the Middle with You" - Stealers Wheel
- "Harvest Moon" - Bedlam
- "Coconut" - Harry Nilsson

## I andra medier
25 augusti 2006 släppte Eidos Interactive ett spel baserat på filmen. Manuset var skrivet av Quentin Tarantino och Michael Madsen lånade ut sin röst och likhet till karaktären Mr. Blonde.
Det uppstod kontrovers om spelet på grund av det ofta sadistiska våld som kunde utföras mot poliser och gisslan, med följden att spelet förbjöds i både Australien och Nya Zeeland (där det även blev olagligt att inneha eller importera spelet).